# Copa Amsterdam
Copa Amsterdam is een jeugdvoetbaltoernooi voor spelers onder 19 jaar, georganiseerd door SoccerID. In 2015 vond de elfde editie plaats, voor de zesde keer in het Olympisch Stadion. Van 2005 tot 2009 werd het toernooi gespeeld bij FC Blauw-Wit Amsterdam. 

## Deelnemersveld Copa Amsterdam 2015
- AFC Ajax
- Arsenal FC
- Besiktas
- Vitesse
- AS Trencin
- Rosenborg BK
- RSC Anderlecht
- Club Guarani

## Teams die hebben meegedaan aan Copa Amsterdam

### 2005
- AFC Ajax
- FC Barcelona
- AT5 United
- Panathinaikos
- Cruzeiro
- Sparta Praag
- Anderlecht
- Glasgow Rangers

### 2006
- AFC Ajax
- Galatasaray SK
- Espanyol
- Olympiakos Piraeus
- Cruzeiro
- Sporting Lissabon
- AT5 United
- Fenerbahçe

### 2007
- AFC Ajax
- Ajax Cape Town
- Werder Bremen
- FC NH
- Glasgow Rangers
- Florida Soccer Alliance
- Cruzeiro
- Fenerbahçe

### 2008
- AFC Ajax
- Ajax Cape Town
- Cruzeiro
- Juventus
- AZ Alkmaar
- Valencia
- FC NH
- Atlético Mineiro

### 2009
- AFC Ajax
- AZ Alkmaar
- Rosenborg BK
- Chivas Guadalajara
- Real Madrid CF
- Chelsea FC
- FC NH
- Watford FC

### 2010
- AFC Ajax
- AZ Alkmaar
- Sevilla FC
- Chivas Guadalajara
- Fluminense
- Chelsea FC
- FC NH
- Botafogo FR

### 2011
- AFC Ajax
- Olympique Marseille
- Cruzeiro
- RSC Anderlecht
- AS Trenčín
- Tottenham Hotspur
- Borussia Dortmund
- Botafogo FR

### 2012
- AFC Ajax
- AZ Alkmaar
- Cruzeiro
- Botafogo FR
- Ajax Cape Town
- Panathinaikos
- China
- Besiktas

### 2013
- AFC Ajax
- Borussia Mönchengladbach
- Chelsea Ghana
- Ajax Cape Town
- Men United (Talententeam onder leiding van Ronald de Boer)
- Cruzeiro EC
- Fluminense
- Tottenham Hotspur

### 2014
- Fluminense
- Cruzeiro EC
- FC Aerbin
- Ajax Cape Town
- Men United (Talententeam onder leiding van Ronald de Boer)
- Ajax
- Panathinaikos
- Hamburger SV

## Winnaars
- 2005: Panathinaikos
- 2006: Cruzeiro
- 2007: AFC Ajax
- 2008: Cruzeiro
- 2009: AZ Alkmaar
- 2010: Chelsea FC
- 2011: AFC Ajax
- 2012: Cruzeiro
- 2013: Ajax Cape Town
- 2014: Fluminense
- 2015: RSC Anderlecht

## Trivia
- De editie in 2011 was tevens het grootste social-media event in het Olympisch Station ooit. Zaterdag 28 mei 2011 was de Copa Amsterdam het best bekeken Youtube-kanaal van Nederland. Op Twitter werden circa twee miljoen twitteraars bereikt. In 2012 én 2013 werd dit record ruim overschreden.
- Eredivisie Live deed in 2011 live verslag van het toernooi via televisie en internet. Het commentaar werd verzorgd door onder andere Leo Driessen, Mark van Rijswijk en Ron de Rijk.
- Johan Cruijff verzorgde in 2009 en 2011 de prijsuitreiking van het toernooi. In 2010 werd dat gedaan door Daley Blind. Twee jaar later kreeg Sjaak Swart de eer dit te doen.
- Het toernooi wordt vaak door bekende persoonlijkheden uit de voetbalwereld bezocht, zoals Frits Barend, Johan Cruijff en Danny Blind.